# Reyer Venezia 1967-1968
Questa voce raccoglie le informazioni riguardanti la Reyer Venezia nelle competizioni ufficiali della stagione 1967-1968.

## Stagione
La Noalex Reyer Venezia disputa il campionato di Serie A terminando al 6º posto (su 12 squadre).

## Rosa 1967-68
- Giorgio Cedolini
- Gabriele Vianello
- Emanuel Guadagnino
- Gianfranco Formenti
- Guido Vaccher
- Franco Ferro
- Vincenzo Bottan
- Nemania Duric

Allenatore:
- Giulio Geroli[1]